# 라트비아 농구 국가대표팀
라트비아 농구 국가대표팀(라트비아어: Latvijas basketbola izlase)은 라트비아을 대표하여 국가대항전에 참가하는 농구 국가대표팀으로 라트비아 농구 협회에 의해 운영된다.
라트비아는 국제 농구 연맹의 창립 회원국 중 하나이며, 1939년 이후 소련에 합병되어 국가대표팀의 활동이 정지되었다. 이후 1991년 라트비아가 독립하면서 당시 활동을 재개했다.